# Dragan Stojković
Dragan Stojković (Kirin Serbia: Драган Стојковић, phát âm [drǎgan stǒːjkoʋitɕ]; sinh ngày 3 tháng 3 năm 1965), biệt danh là Piksi (Пикси), là một cựu cầu thủ bóng đá người Serbia thi đấu ở vị trí tiền vệ, hiện là huấn luyện viên trưởng của đội tuyển bóng đá quốc gia Serbia.

## Thống kê sự nghiệp
| Đội tuyển Nam Tư | Đội tuyển Nam Tư | Đội tuyển Nam Tư |
| Năm              | Trận             | Bàn              |
| ---------------- | ---------------- | ---------------- |
| 1983             | 1                | 0                |
| 1984             | 5                | 2                |
| 1985             | 2                | 0                |
| 1986             | 0                | 0                |
| 1987             | 5                | 2                |
| 1988             | 6                | 2                |
| 1989             | 11               | 1                |
| 1990             | 9                | 2                |
| 1991             | 1                | 0                |
| 1992             | 1                | 0                |
| Tổng cộng        | 41               | 9                |